# Pellegrino Morano
Pellegrino Morano (1877-?) fue el jefe de un grupo de criminales napolitanos asentados en Coney Island, Brooklyn y que formaba parte de la Camorra en Nueva York. Era propietario del restaurante Santa Lucia en Coney Island que era usualmente utilizado como cuartel general para la reunión de su pandilla conocida como la pandilla de Coney Island. También era conocido como Marano.

## Coney Island gang
Morano nació en 1877 en Prata di Principato Ultra en la región italiana de la Campania. Según los documentos de inmigración, entró a los Estados Unidos dos veces. La primera fue en 1892 y la segunda, ya permanente, en 1912. La primera vez que llegó a los Estados Unidos, Morano, un barbero profesional, llegó el 1 de junio de 1892 en el Chandernagor desde el puerto de Nápoles, con su padre Giuseppe (46, obrero) y su hermano dos años menor Francesco. La familia se estableció en Nueva York, donde ya vivía una gran comunidad de emigrantes de la provincia de Avellino.
Se estableció en el Harlem italiano y empezó a vender caballos robados para vivir. En agosto de 1904, fue arrestado por disparar a un italiano que era conocido de la policía en la intersección de las calles Mulberry y Grand en frente del banco italiano de los hermanos Stabile. En ese momento, dijo que su dirección era el 327 de la calle 115 este. La policía creyó su declaración de inocencia pero igual fue encerrado y acusado de llevar un arma escondida.
Años después, Morano se mudó a Brooklyn donde sus asociados Alessandro Vollero y Leopoldo Lauritano eran propietarios de una cafetería en el 133 Navy Street. La cafetería se utilizaba como el cuartel general de su pandilla, que consistía únicamente de napolitanos y era usualmente llamada como 'la camorra'. Morano abrió el restaurante Santa Lucia cerca de los parques de atracciones de Coney Island junto con su mano derecha Tony Parretti, desde donde empezó a hacer dinero con las apuestas y la venta de cocaína. La pandilla no era una organización bien armada sino un grupo flexible donde cada uno trabajaba para sí mismo, aunque Morano era uno de los líderes que introducía a los reclutas como camorristi.

## Guerra entre la Mafia y la Camorra
Morano quería expandir su negocio hacia la lucrativa lotería italiana en el Harlem italiano que estaba en control de Giosuè Gallucci, el 'Rey de Little Italy'. Gallucci fue asesinado en mayo de 1915. El dinero para el golpe fue provisto por Morano. Los garitos de la lotaría dejados por Gallucci quedaron libres para que puedan ser tomados y pronto se convirtieron en el objeto de una sangrienta guerra conocida como la guerra entre la Mafia y la Camorra entre las pandillas de la camorra establecidas en Brooklyn y la siciliana familia criminal Morello .
El 24 de junio de 1916, en una reunión que se realizó en Coney Island entre la pandilla Morello y la napolitana pandilla de Navy Street se discutió la expansión de las operaciones hacia el bajo Manhattan. Luego de eliminar a sus enemigos comunes - en particular a Joe DeMarco, quien administraba un restaurante y varios establecimientos de apuestas en Mulberry Street – los napolitanos fueron tras los sicilianos. Morano administraba un garito de lotería en Harlem, el territorio de la pandilla Morello, pero las ganancias no eran suficiente para cubrir el impuesto que los Morello demandaban. Los napolitanos creyeron que ellos también podrían tomar los garitos del Harlem, así como el monopolio de la alcachofa, el carbón y el hielo y el lucrativo juego de cartas de la zicchinetta si es que lograban eliminar a los Morello.

## Asesinato y prisión
El 7 de septiembre de 1916, el jefe de la familia Morello Nicholas Terranova y Charles Ubriaco fueron atraídos hacia una trampa al aceptar la invitación a una conversación con Morano y el jefe de la pandilla Navy Street Lauritano. Terranova y Ubriaco fueron asesinados. Luego, ellos fueron a buscar a otro jefe pandillero de Harlem del Este, asesinando a Giuseppe Verrazano, pero no pudieron alcanzar a los Morello que se quedaron cerca de su territorio en la calle 116 este.
Los napolitanos no temían las investigaciones policiales porque tenían sobornados a varios agentes y porque la omertà prevenía que los testigos declararan. Sin embargo, en mayo de 1917, Ralph Daniello, apodado 'El Barbero', un miembro de la pandilla de Navy Street que había estado presente en las reuniones donde se decidieron los asesinatos, empezó a contarle a la policía todo lo que sabía sobre Morano, las pandillas napolitanas, y los últimos asesinatos.
El 15 de mayo de 1918, Morano fue apresado por asesinato en segundo grado en el caso de Terranova y Ubriaco y sentenciado a una condena de 20 años a perpetua en la prisión de Sing Sing. Su asociado Vollero recibió una sentencia de muerte que luego fue reducida a un mínimo de 20 años.
La última vez que Morano salió a la luz pública fue durante el juicio contra su antigua mano derecha Antonio Paretti en julio de 1926. A pesar del hecho de que había estado en la cárcel por los últimos siete años, el se rehusó tajantemente a proveer evidencia contra su asociado. "No voy a hablar, no conozco a nadie" dijo en la corte antes de que fuera regresado a su celda.